# Vuosaaren raittisilta
Le pont de circulation douce de Vuosaari (en finnois : Vuosaaren raittisilta) est un pont des quartiers de Vartiokylä et Vuosaari à Helsinki en Finlande.

## Description
Construit en décembre 2018, le pont Raittisilta pour la circulation douce, a été achevé entre le pont du métro de Vuosaari et le pont de Vuosaari.
La longueur du pont est de 416 mètres et la largeur est d'environ 6,5 mètres.
Les travaux de construction du pont ont commencé en juin 2017 et devaient être achevés en juin 2019. Cependant, le pont était déjà achevé fin novembre 2018
.
Les objectifs de la construction du pont étaient d'étendre le réseau de pistes cyclables et d'améliorer les liaisons piétonnes.
Dans le même temps, le pont de Vuosaari a été rénové et la piste cyclable et piétonne qu'il portait du côté nord a été retirée du pont.
Lors de la conception et de la construction de Raittistilta, une particularité était les conditions de fondation très difficiles, où la profondeur de l'eau n'est que de quelques mètres et il y a une couche de limon de plus de 30 mètres de profondeur en dessous par endroits.
Lors de la conception du tablier tendu, le défi consistait à loger deux conduites de chauffage urbain, une conduite d'eau et un pont d'inspection en dessous.
A-Insinöörit Oy a assuré la conception.

## Vues du pont

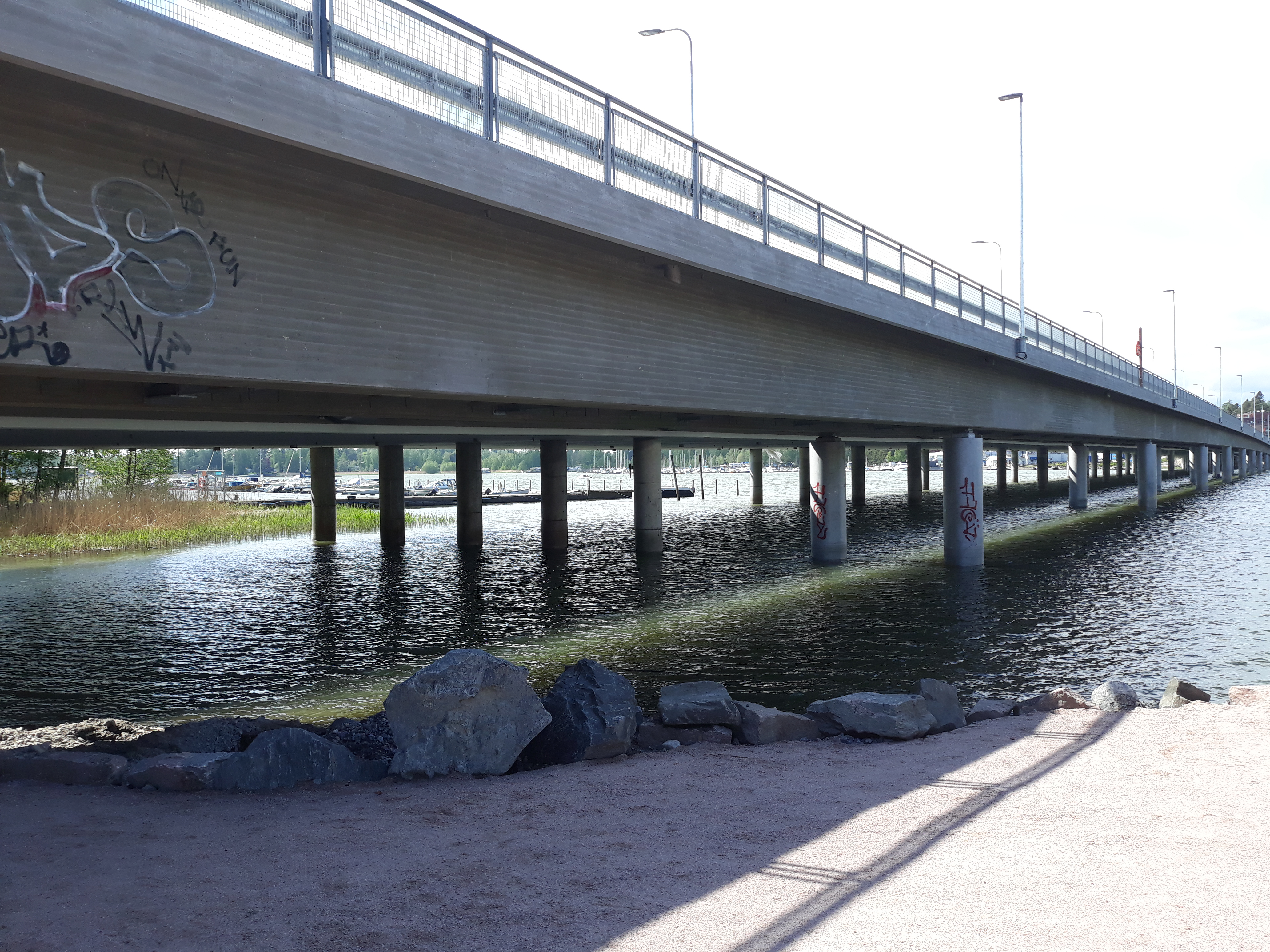
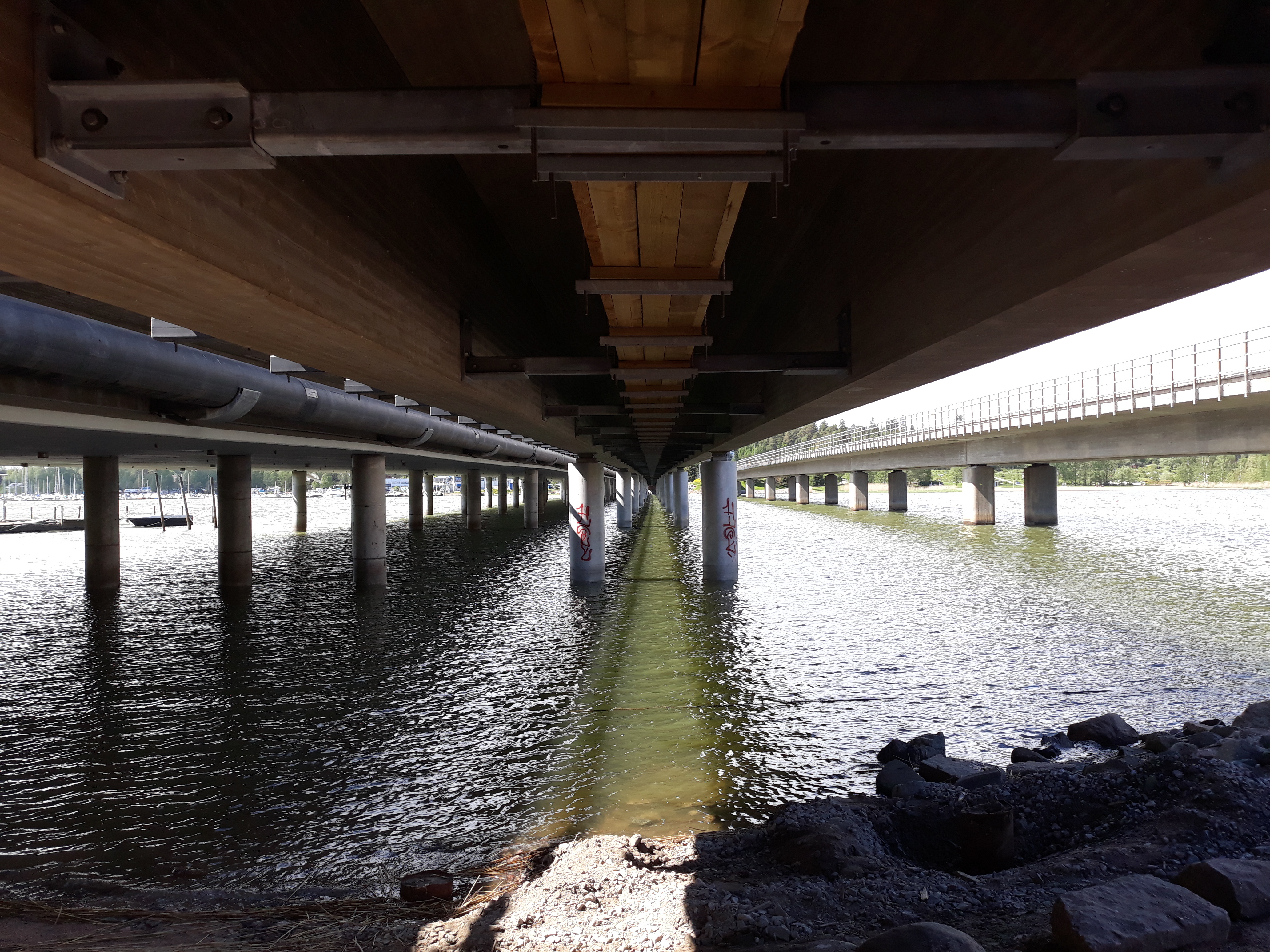
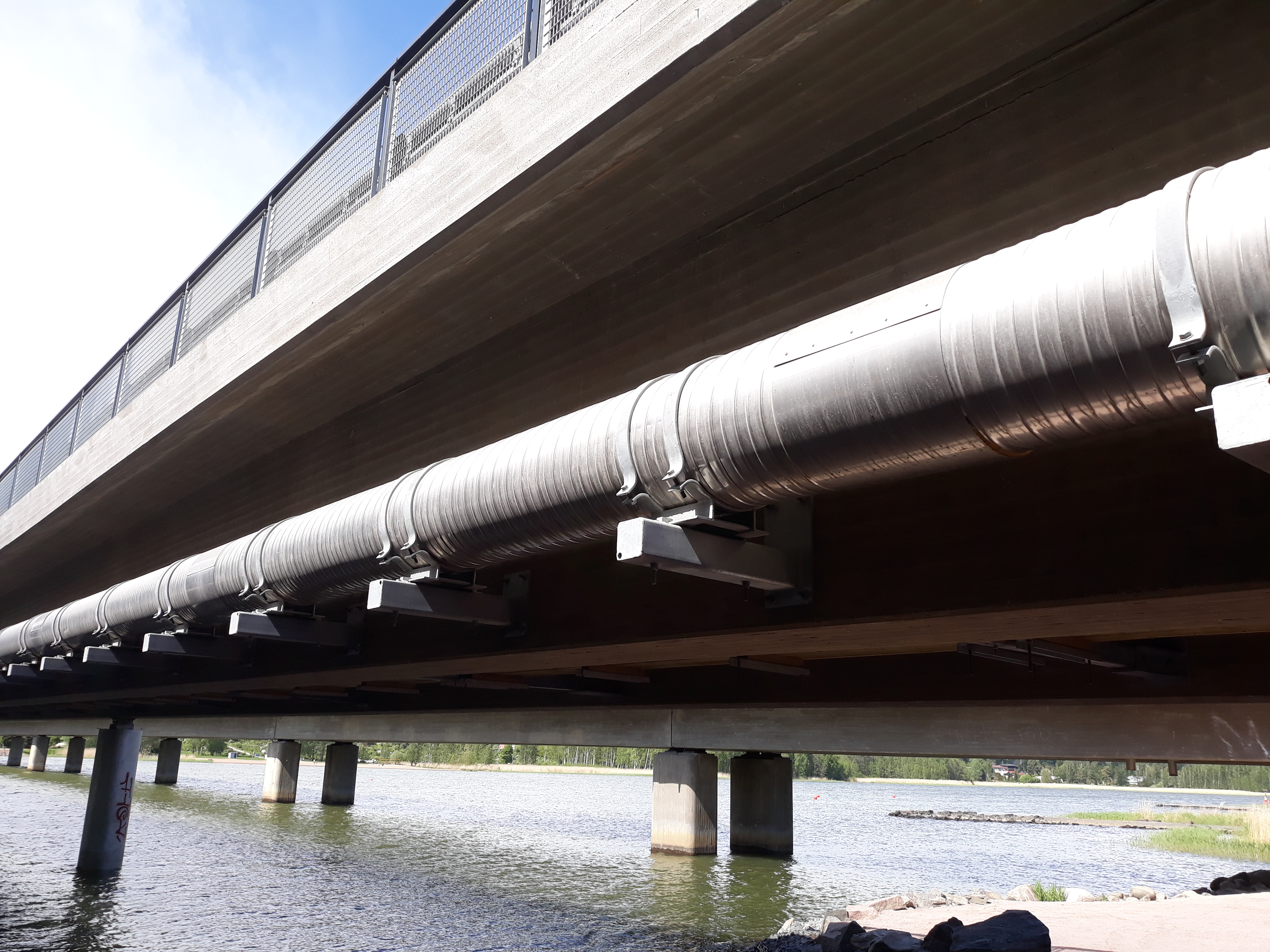